# Machida
Machida (町田市, Machida-shi) est une ville située dans la métropole de Tokyo au Japon.

## Géographie

### Situation
Machida est située dans le sud de la métropole de Tokyo, dans les collines de Tama, bordée par la préfecture de Kanagawa au sud.

### Municipalités limitrophes
| Hachiōji   | Tama    | Kawasaki |
| Sagamihara | Machida | Yokohama |
| Sagamihara | Yamato  | Yokohama |

### Démographie
La population de Machida est estimée à 413 398 habitants pour une superficie de 71,55 km2 (soit une densité de 5 772 habitants/km²) en 2007. En mai 2025, la population était estimée à 430 507 habitants.

## Histoire
Le village de Machida est fondé le 31 mars 1889 par la fusion de quatre villages dans le district de Minamitama. Il est promu au rang de bourg le 1er avril 1913. Le 1er avril 1954, il absorbe le village voisin de Minami, puis fusionne avec ceux de Tsurukawa, Tadao et Sakai pour créer la ville de Machida le 1er février 1958.

## Transports
La ville est desservie par les lignes ferroviaires suivantes :
- la ligne Odawara de la compagnie Odakyū,
- la ligne Den-en-toshi de la compagnie Tokyu,
- la ligne Yokohama de la compagnie JR East,
- la ligne Sagamihara de la compagnie Keiō.

La gare de Machida est la gare la plus importante de la ville ; on trouve aussi dans cette dernière la gare d'Aihara.